# The Covenant (film)
The Covenant är en amerikansk actiondramafilm från 2023, regisserad av Guy Ritchie.
Filmen handlar om sergeant John Kinley, en amerikansk soldat under Afghanistankriget. Han samarbetar med den lokala tolken Ahmed, som riskerar sitt eget liv för att få en skadad John till säkerhet genom att bära honom över flera kilometer svår terräng. Väl hemma i USA upplever Kinley en tacksamhetsskuld till Ahmed. Han känner sig tvungen att återvända till Afghanistan för att få Ahmed i säkerhet.
Kritiker såg den först och främst som en actionfilm, där budskapet om västmakternas svek mot de lokalt rekryterade tolkarna hamnade i skymundan.

## Rollista (i urval)
- Jake Gyllenhaal – John Kinley
- Dar Salim – Ahmed